# Banco Qik
QiK Banco Digital Dominicano (conocido simplemente como Qik) es un neobanco de República Dominicana y cuyo propietario es el conglomerado financiero Grupo Popular. De capital privado, fue registrado en 2019 y fundado en 2022. En la actualidad el gerente general es Arturo Grullón y Alejandro Santelises es el presidente del consejo de administración.

#### Historia
Inicialmente, el nombre Qik fue registrado por primera vez en el año 2019 como Qik Popular, y su titular fue el Banco Popular. Desde entonces Qik fue registrándose con varios cambios de nombre, pero manteniendo la misma denominación comercial de banca digital.
No fue hasta noviembre de 2022 que el presidente del Consejo de Administración del Grupo Popular, Manuel Grullón Viñas, anunció oficialmente el inicio de las operaciones de Qik Banco Digital como el primer neobanco del país.Su apertura oficial contó con la presencia del presidente de la República, Luis Abinader y el gobernador del Banco Central, Héctor Valdez Albizu.